# Бабич, Светлана Владимировна
Светлана Владимировна Бабич (ур. Королёва; род. 17 июля 1947, Павловск, Алтайский край) — советская легкоатлетка, специализировавшаяся в метании копья, чемпионка и призёр чемпионатов СССР, двукратная участница Олимпийских игр.

## Карьера
Выступала на Олимпиаде 1972 года в Мюнхене (8 место) и Олимпиаде 1976 года в Монреале (6 место). Победительница Универсиады 1973 года. Серебряный призёр Кубка Европы 1975 года в Ницце. Победительница матча СССР — США по лёгкой атлетике 1975 года (61,28 м).

## Выступления на чемпионатах СССР
- Чемпионат СССР по лёгкой атлетике 1973 года:
  - Метание копья —  (57,30);
- Чемпионат СССР по лёгкой атлетике 1974 года:
  - Метание копья —  (56,80);
- Лёгкая атлетика на летней Спартакиаде народов СССР 1975 года:
  - Метание копья —  (58,14);
- Чемпионат СССР по лёгкой атлетике 1976 года:
  - Метание копья —  (63,74);